# Posłowie do Parlamentu Europejskiego 1965–1969

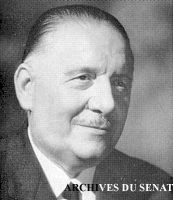
Alain Poher – przewodniczący PE w latach 1966–1969

Posłowie do Parlamentu Europejskiego w latach 1965–1969 zostali mianowani przez parlamenty krajowe 6 państw członkowskich wspólnot europejskich. Kadencja rozpoczęła się 21 października 1965 i zakończyła się 12 marca 1969.
Pomiędzy państwa członkowskie podzielono 142 mandaty.
Przewodniczącym PE był Victor Leemans (do 1966) i następnie Alain Poher.
W Parlamencie Europejskim w latach 1965–1969 powołano pięć frakcji politycznych:
- Partia Europejskich Socjalistów (SOC)
- Europejska Partia Ludowa (CD)
- Partia Europejskich Liberałów, Demokratów i Reformatorów (LD)
- Grupa Sojuszu Komunistycznego (COM)
- Niez. (NI)

## Deputowani według grup

### SOC
| Państwo    | Lista | Posłowie | Liczba |
| ---------- | ----- | --- | ------ |
| Belgia     | BSP   | Paul-Henri Spaak, Antoon Spinoy | 2      |
|            | PS    | Henri François Simonet, Hendrik Fayat | 2      |
| Francja    | SFIO  | Guy Mollet, Pierre-Olivier Lapie, Robert Marjolin, Michel Jotare | 4      |
|            | PS    | Francis Vals, Georges Spénale, Claude Cheysson, Edgard Pisani, Jacques Delors | 5      |
| Holandia   | PvdA  | Jaap Burger, Marinus van der Goes van Naters (do 7.02.1967), Reint Laan (do 1.05.1968), Ad Oele, Henk Vredeling | 5      |
| Luksemburg | LSAP  | Victor Bodson (do 1967), Michel Rasquin, Raymond Vouel | 3      |
| RFN        | SPD   | Hans Apel, Walter Arendt, Harri Bading, Karl Bergmann, Wilhelm Dröscher, Ilse Elsner, Walter Faller, Herbert Kriedemann, Alwin Kulawig, Hans Merten (do 1967), Ludwig Metzger, Walter Seuffert (do 1967), Käte Strobel (do 1967) | 13     |
| Włochy     | PSI   | Lionello Levi Sandri, Antonio Giolitti, Pietro Nenni, Mario Zagari, Francesco De Martino | 5      |
|            | PSDI  | Giuseppe Saragat, Giuseppe Lupis, | 2      |
| Razem      | Razem | Razem | 41     |

### CD
| Państwo    | Lista | Posłowie | Liczba |
| ---------- | ----- | --- | ------ |
| Belgia     | cdH   | Pierre Wigny, Albert Coppé, Pierre Harmel, Paul Vanden Boeynants | 4      |
|            | CD&V  | Victor Leemans, Alfred Bertrand, Théo Lefèvre (do 1966), Gaston Eyskens | 4      |
| Francja    | MDF   | Alain Poher, Louis Terrenoine, François de Menthon | 3      |
|            | UNR   | François-Xavier Ortoli, Georges Pompidou, Michel Debré, Jacques Chaban-Delmas, Maurice Schumann, Pierre Messmer, Jacques Chirac | 7      |
|            | UDF   | Simone Veil, Raymond Barre, Jean-François Deniau, Maurice Couve de Murville, Valéry Giscard d’Estaing | 5      |
|            | RPF   | André Bord (do 1966) | 1      |
| Holandia   | KVP   | Pieter Blaisse (do 8.05.1967), Flip van Campen, Pierre Lardinois (do 5.02.1967), Kees van der Ploeg | 4      |
|            | ARP   | Jacqueline Rutgers (do 8.04.1967), | 1      |
|            | CHU   | Johan van Hulst (do 30.09.1968) | 1      |
| Luksemburg | CSV   | Lambert Schaus | 1      |
| RFN        | CDU   | Hans Dichgans, Arved Deringer, Hans Furler, Karl Hahn, Joseph Illerhaus, Hans-Jürgen Klinker, Aloys Lenz, Walter Löhr, Josef Müller, Gerhard Philipp (do 1966), Hans Richarts, Clemens Riedel, Walter Hallstein | 13     |
|            | CSU   | Heinrich Aigner, Helmut Artzinger, Stefan Dittrich, Hans August Lücker, Linus Memmel, Otto Weinkamm (do 1966) | 6      |
| Włochy     | DC    | Piero Malvestiti, Giuseppe Caron, Lorenzo Natali, Aldo Moro, Amintore Fanfani, Ferdinando Storchi, Giovanni Leone, Giuseppe Medici, Mariano Rumor, Franco Maria Malfatti, Mario Pedini, Attilio Piccioni, Edoardo Martino, Antonio Segni, Carlo Russo, Alberto Folchi, Giuseppe Pella, Dino Del Bo, Mario Scelba, Paolo Emilio Taviani, Giuseppe Brusasca | 21     |
|            | SVP   | Karl Mitterdorfer | 1      |
| Razem      | Razem | Razem | 72     |

### LIB
| Państwo    | Lista | Posłowie                                       | Liczba |
| ---------- | ----- | ---------------------------------------------- | ------ |
| Belgia     | PLP   | Willy De Clercq                                | 1      |
| Holandia   | VVD   | Jan Baas, Cees Berkhouwer, Cornelis Berkhouwer | 3      |
| Luksemburg | DP    | Eugène Schaus                                  | 1      |
| RFN        | FDP   | Ernst Achenbach, Adolf Mauk, Heinz Starke      | 3      |
| Francja    | PR    | Michel Poniatowski, René Mayer                 | 2      |
| Włochy     | PLI   | Vittorio Badini Confalonieri                   | 1      |
|            | PRI   | Randolfo Pacciardi                             | 1      |
| Razem      | Razem | Razem                                          | 12     |

### COM
| Państwo | Lista | Posłowie         | Liczba |
| ------- | ----- | ---------------- | ------ |
| Włochy  | PCI   | Altiero Spinelli | 1      |
| Razem   | Razem | Razem            | 1      |

### NI
| Państwo    | Lista       | Posłowie | Liczba |
| ---------- | ----------- | --- | ------ |
| Belgia     | bezpartyjny | Étienne Davignon | 1      |
| Francja    | bezpartyjny | Henri Rochereau, Robert Lemaignen, Jean Sauvagnargues, Louis de Guiringaud, Pierre Giuliani, Jean Monnet, Louis Armand, Étienne Hirsch, Pierre Chatenet | 9      |
| Luksemburg | bezpartyjny | Albert Borschette | 1      |
| Niemcy     | bezpartyjny | Hans von der Groeben | 1      |
| Włochy     | bezpartyjny | Giuseppe Petrilli, Carlo Scarascia-Mugnozza, Guido Colonna di Paliano, Giorgio Oliva                                                                    | 4      |
| Razem      | Razem       | Razem | 16     |

## Zmiany deputowanych
Belgia
| - Fernand Dehousse (PS, od 1966) - Ernest Glinne (PS, od 1968) |

Francja
| - Michel Habib-Deloncle (RPH, od 1967) - Jean-François Deniau (UDF, od 1967) | - Raymond Barre (UDF, od 1967) |

Holandia
| - Siep Posthumus (PvDa, od 11 maja 1968) - Tiemen Brouwer (KVP, od 8 maja 1967) | - Kees Raedts (KVP, od 11 maja 1967) - Tjerk Westerterp (KVP, od 8 maja 1967) - Jaap Boersma (APR, od 8 maja 1987) |

Niemcy (RFN)
| - Fritz Corterier (SPD, od 1967) - Ludwig Fellermaier (SPD, od 1968) | - Horst Gerlach (SPD, od 1966) - Hans Lautenschlager (SPD, od 1968) - Gerd Springorum (CDU, od 1966) |

## Przewodniczący grup
- SOC: Käte Strobel (do 1964), Francis Vals
- CD: Alain Poher (do 1966), Joseph Illerhaus
- LIB: Cornelis Berkhouwer
- COM: Altiero Spinelli

## Rozkład mandatów według państw i grup (na koniec kadencji)
| Grupa poselska Państwo członkowskie | SOC | CD | LIB | COM | Niez. | Razem |
| Belgia                              | 4   | 8  | 1   |     | 1     | 14    |
| Francja                             | 9   | 16 | 2   |     | 9     | 36    |
| Holandia                            | 5   | 6  | 3   |     |       | 14    |
| Luksemburg                          | 3   | 1  | 1   |     | 1     | 6     |
| Niemcy                              | 13  | 19 | 3   |     | 1     | 36    |
| Włochy                              | 7   | 22 | 2   | 1   | 4     | 36    |
| Unia Europejska                     | 42  | 72 | 12  | 1   | 16    | 142   |